# 松本修 (プロデューサー)
松本 修（まつもと おさむ、1949年11月5日 - ）は、日本のテレビプロデューサー。
ABC朝日放送（朝日放送テレビ）でプロデューサー、コンテンツディビジョン製作局局長などを歴任した。

## 来歴・人物
滋賀県高島郡海津村（現在の高島市マキノ町海津）出身。1972年、京都大学法学部卒業後、朝日放送に入社。『霊感ヤマカン第六感』、『ラブアタック!』をはじめ数々の番組の企画、ディレクターを担当した。1988年には『探偵!ナイトスクープ』をプロデューサーとして立ち上げた。
1970年代後半、『ラブアタック!』で「どんくさい」という近畿方言の単語を全国に広めた。
当時の副社長だった藤井桑正は、『ラブアタック!』のディレクターだった松本の制作能力を高く評価し、朝日放送の局部長会議で彼をプロデューサーとしたテレビ番組の制作が必要だと発言した。
定年退職後の現在も『ナイトスクープ』で企画を務めている（2010年4月23日放送分まではチーフプロデューサー）。1991年に『ナイトスクープ』の「全国アホ・バカ分布図の完成」編で日本民間放送連盟賞テレビ娯楽部門最優秀賞、ギャラクシー賞選奨、ATP賞グランプリを受賞した。
2010年度から大阪芸術大学放送学科教授を務める。

## 担当番組
現在
- 探偵!ナイトスクープ（企画）

過去
- 霊感ヤマカン第六感（ディレクター）
- ラブアタック!（ディレクター）
- わいわいサタデー（ディレクター・プロデューサー）
- 三角ゲーム・ピタゴラス（プロデューサー）
- 合コン!合宿!解放区（プロデューサー）
- 食卓の大冒険（プロデューサー）

## 著書
- 『全国アホ・バカ分布考 はるかなる言葉の旅路』（太田出版、後に新潮文庫）ISBN 4101441219
- 『探偵!ナイトスクープ アホの遺伝子』（ポプラ社）ISBN 4591085511
  - 後に文庫で『探偵!ナイトスクープ アホの遺伝子 龍の巻』と『探偵!ナイトスクープ アホの遺伝子 虎の巻』
- 『「お笑い」日本語革命』（新潮社）ISBN 4103281812
- 『どんくさいおかんがキレるみたいな。―方言が標準語になるまで』（新潮文庫）ISBN 4101441227
- 『全国マン・チン分布考』（集英社インターナショナル新書）ISBN 9784797680300
- 『言葉の周圏分布考』（集英社インターナショナル新書）ISBN 9784797680997

## 関連人物
- 藤井桑正
- 西村嘉郎（かつての上司で、2022年に逝去）
- 岩田潤（部下）
- 矢澤克之（部下）
- 近藤真広（部下）
- 百田尚樹（ラブアタックの出場者から拾い上げ、ナイトスクープの放送作家として育てた）
- 日沢伸哉